# Hélder Macedo
Hélder Macedo (ur. 30 listopada 1935 w Krugersdorp) – portugalski pisarz i poeta.
Urodził się w Południowej Afryce, potem przebywał w Mozambiku, Gwinei i na Wyspie Świętego Tomasza. W latach 1955−1958 studiował prawo w na Uniwersytecie Lizbońskim. W 1960 roku został uznany za wroga reżimu Salazara i zmuszony do opuszczenia Portugalii. W latach 1960–1971 przebywał w Londynie, gdzie pracował dla BBC, a także studiował historię i literaturę na King’s College. Po ukończeniu studiów pracował na tej uczelni jako wykładowca na Portuguese and Brazilian Studies. W 1974 roku uzyskał stopień doktora, po czym powrócił do Portugalii, gdzie pracował w Instytucie Sztuk Wizualnych, a następnie w Ministerstwie Kultury. Jego debiutem literackim był, wydany w 1957 roku, tom poezji Vesperal.

## Twórczość
- Vesperal (poezja, 1957)
- Das Fronteiras (poezja, 1962)
- Poesia 1957-68 (1969)
- Poesia 1957-77 (1979)
- Partes de África (powieść, 1991)
- Viagem de Inverno (poezja, 1994)
- Pedro e Paula (powieść, 1998)
- Viagem de Inverno e Outros Poemas, (2000)
- Vícios e Virtudes (powieść, 2000)
- Sem Nome (powieść, 2006)
- Natália (powieść, 2009)
- Poemas Novos e Velhos (poezja, 2011)